# Cabotage
Cabotage (fr. kystfart) er transport  af gods eller passagerer mellem forskellige  destinationer i samme land, med luftfartøj, skib, tog, lastbil, rutebil eller andet, med et  transportmiddel fra et andet land.
Oprindeligt dækkede udtrykket  en terminologi anvendt i shipping-branchen. Nu anvendes udtrykket ved lufttransport, jernbanetransport og vejtransport.
EU’s cabotageregler slår fast, at en lastbil fra et EU-land har ret til at køre tre indenrigsture i et andet EU-land inden for syv dage efter aflæsning af det internationale læs.
Danmark tillader pr. 2012, at man kan køre tre nye ture efter at have krydset grænsen, selvom der ikke er gået syv dage.
Reguleringen er centralt placeret i internationale transportaftaler, idet det betragtes som det sidste led i en fuldstændig liberalisering over landegrænserne.
Historisk har forbud mod cabotage været udbredt inden for søfarten. England (og sidenhen UK) indførte cabotageregler for handel med såvel hjemlandet som kolonierne i løbet af 1600-tallet (Navigation Acts), og disse handelshindringer var medvirkende til utilfredsheden med det engelske styre i de nordamerikanske kolonier. UK afskaffede reglerne i 1849. USA derimod indførte tilsvarende regler allerede kort efter uafhængigheden, og tilsvarende regler gælder stadig under den såkaldte Jones Act.